# Cămărașu
Cămărașu [ˈkəməraʃu] (ungarisch Pusztakamarás) ist eine Gemeinde im Kreis Cluj, in der Region Siebenbürgen in Rumänien.
Der Ort ist auch unter der rumänischen Bezeichnung Cămărașu-Deșert bekannt.

## Geographische Lage

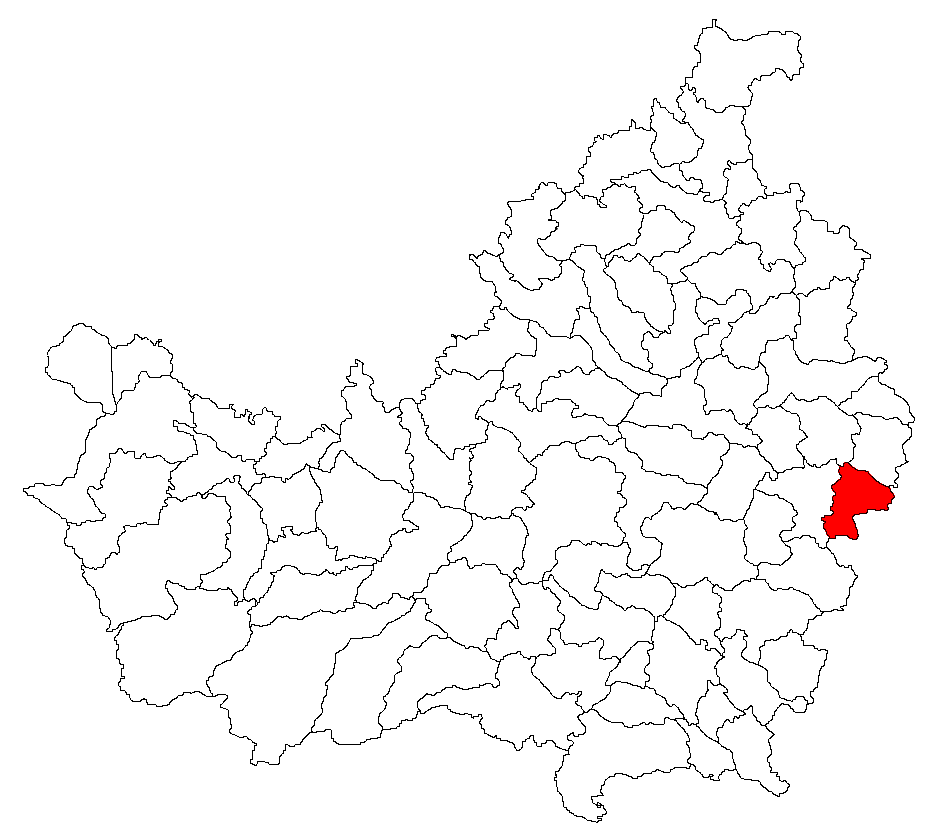
Lage der Gemeinde Cămărașu im Kreis Cluj

Die Gemeinde Cămărașu liegt im Siebenbürgischen Becken im Osten des Kreises Cluj. Am Oberlauf des Fizeș – ein rechter Zufluss des Someșul Mic – und am Drum național 16, befindet sich das Gemeindezentrum 15 Kilometer nordwestlich von der Kleinstadt Sărmașu im Kreis Mureș und etwa 50 Kilometer östlich von der Kreishauptstadt Cluj-Napoca (Klausenburg) entfernt.

## Geschichte
Der Ort Cămărașu wurde erstmals 1322 urkundlich erwähnt und war im 17. Jahrhundert ein Hörigendorf der ungarischen Adelsfamilie Kemény.
Im Königreich Ungarn gehörte die heutige Gemeinde dem Stuhlbezirk Mocs in der Gespanschaft Klausenburg, anschließend dem historischen Kreis Cluj und ab 1950 dem heutigen Kreis Cluj an.

## Bevölkerung
Die Bevölkerung der Gemeinde entwickelte sich wie folgt:
| 1850 | 1.983 | 1.592 | 251 | – | 140            |
| 1920 | 2.495 | 2.124 | 337 | – | 34             |
| 1966 | 4.149 | 3.667 | 409 | 1 | 72             |
| 2002 | 2.782 | 2.163 | 199 | – | 420            |
| 2011 | 2.655 | 1.854 | 153 | – | 648 (Roma 573) |
| 2021 | 2.591 | 1.685 | 103 | – | 803 (Roma 597) |

Seit 1850 wurde auf dem Gebiet der heutigen Gemeinde die höchste Einwohnerzahl und gleichzeitig die der Rumänen 1966 ermittelt. Die höchste Bevölkerungszahl der Roma wurde 2021, die der Magyaren (444) 1956 und die der Rumäniendeutschen (33) 1890 registriert.
Die Hauptbeschäftigung der Bevölkerung ist die Viehzucht und Landwirtschaft.

## Sehenswürdigkeiten
- Die reformierte Kirche[6] in Cămărașu, im 13. Jahrhundert errichtet, 1753 erneuert und das Herrenhaus der ungarischen Adelsfamilie Kemény im 18. Jahrhundert errichtet, stehen unter Denkmalschutz.[7] In der Kirche sind die Wappen der ungarischen Adelsfamilien Kemény, Wesselényi und Rhédei zu sehen.[4]
- Zwei Massengräber und das Mahnmal der 126 ermordeten Juden aus der Kleinstadt Sărmașu (ungarisch Nagysármás) am 16. September 1944 durch ungarische Truppen,[8][9] befinden sich auf dem von den Einheimischen genannten Berg Suscut und stehen unter Denkmalschutz.[7]

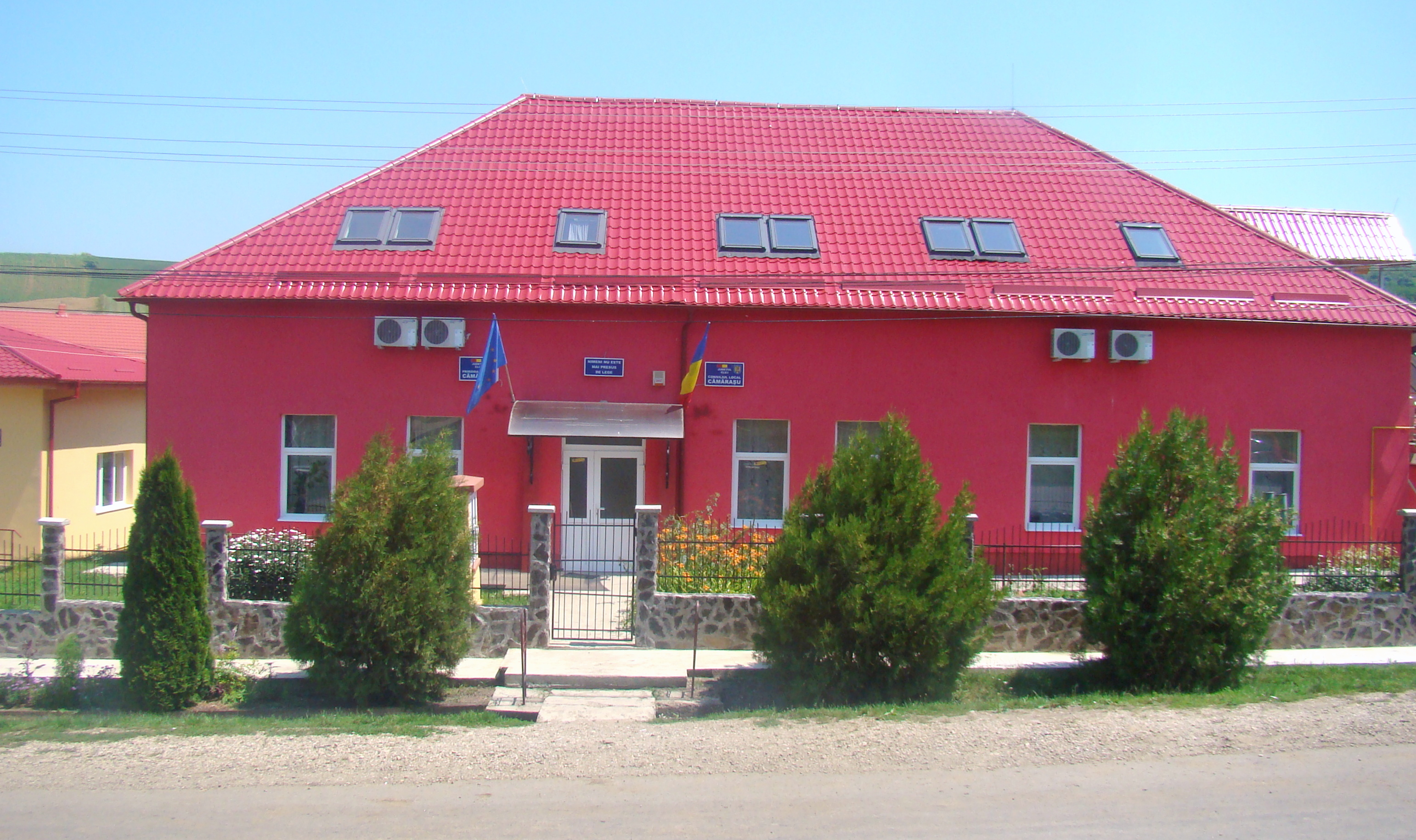
Rathaus in Cămărașu
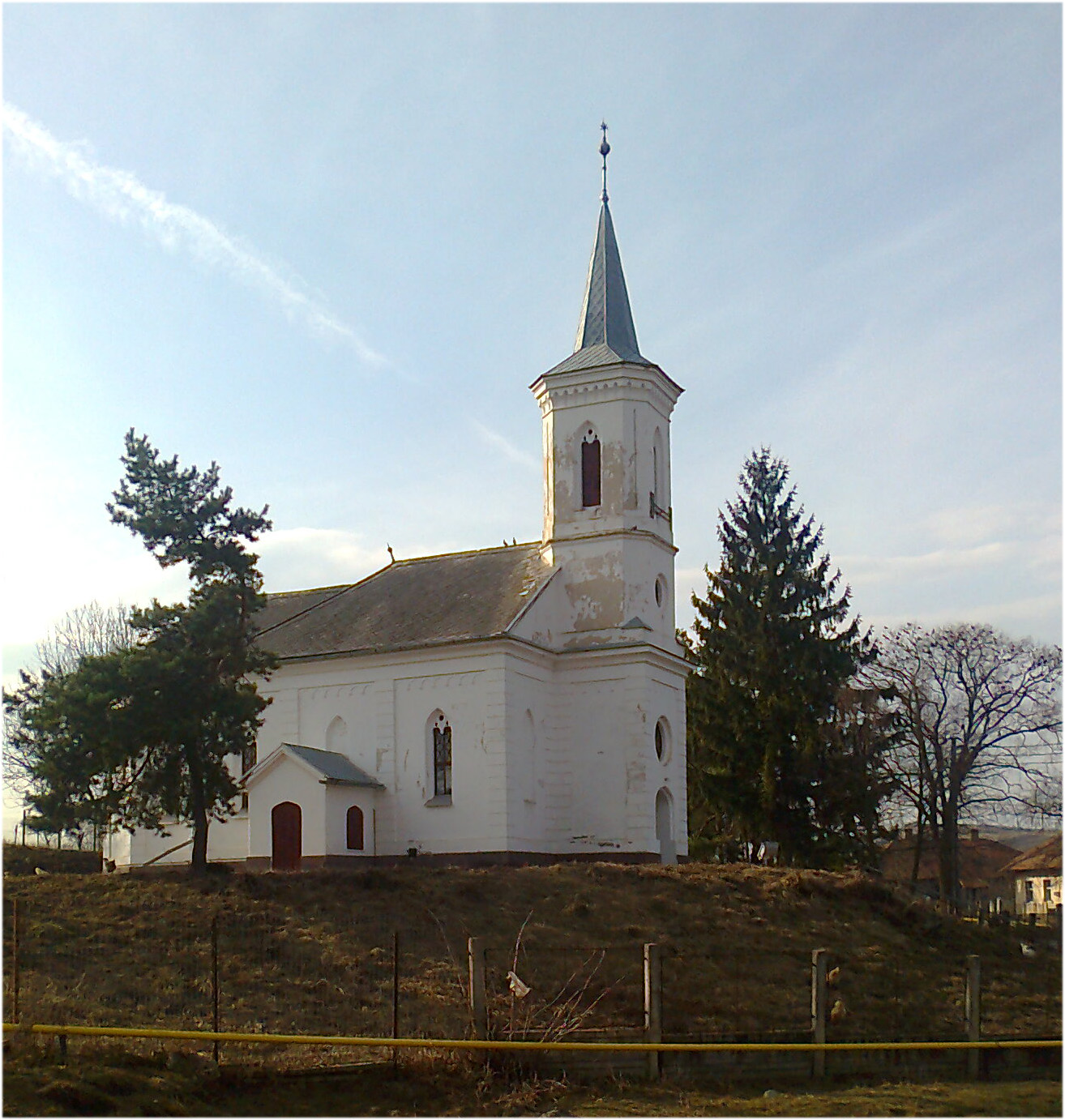
Reformierte Kirche in Cămărașu
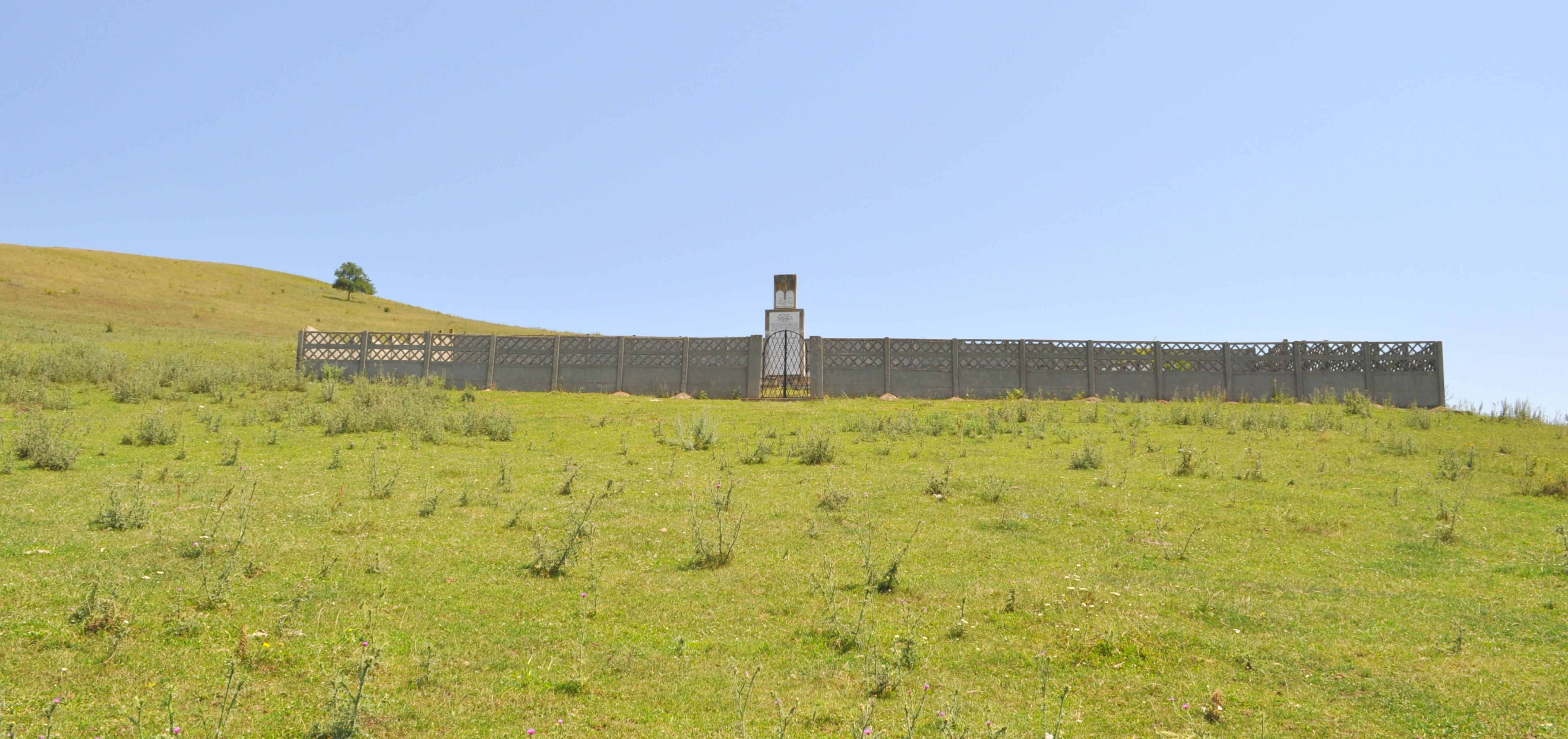
Massengrab bei Cămărașu
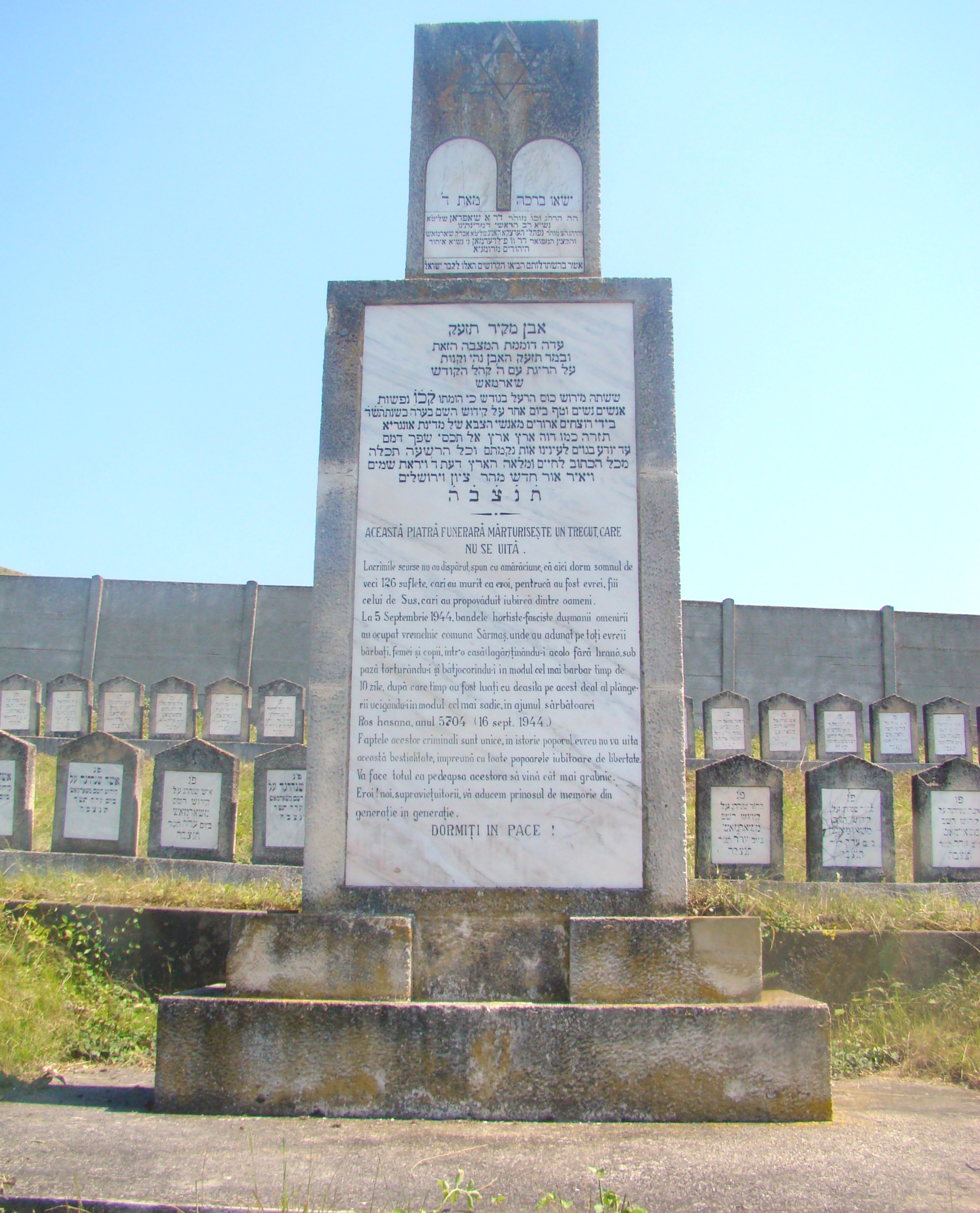
Gedenktafel der ermordeten Juden

## Mit dem Ort verbunden
- Zsigmond Kemény (1814–1875), hier begraben, Schriftsteller, Publizist und Politiker[10]
- András Sütő (1927–2006), hier geboren, Schriftsteller